# Rodwell Makoto
Rodwell Makoto (* 2. August 1987) ist ein simbabwischer Schachspieler. Seit 2013 ist er Internationaler Meister (IM).

## Leben
Rodwell Makoto wurde 1987 als Einzelkind geboren. Er lebt seit einiger Zeit in Südafrika und studiert neben dem Schach an der Universität von Südafrika in Pretoria Computerwissenschaften.

## Schach
Er hat das South African Open 2012 mit 9/11 Punkten gewonnen und hat für Simbabwe bislang an drei Schacholympiaden (2012 in Istanbul, 2014 in Tromsø und 2016 in Baku) teilgenommen. Ferner gehörte er bei den Schachwettbewerben der Afrikaspiele 2007 und 2011 zur Mannschaft Simbabwes. 
Vereinsschach spielt Makoto für den südafrikanischen Randburg Chess Club, mit dem er bei der afrikanischen Vereinsmeisterschaft 2010 in Kapstadt den dritten Platz erreichte, wobei ihm gleichzeitig das beste Einzelergebnis am zweiten Brett gelang.
National ist er bislang vier Mal simbabwischer Schachmeister geworden. Der IM-Titel wurde ihm für sein Ergebnis beim Zonenturnier 2013 in Gaborone verliehen. Seine Elo-Zahl ist 2373 (Mai 2017). Mit dieser führt er die simbabwische Rangliste der aktiven Spieler vor Farai Mandizha (2342) und Spencer Masango (2202) an. Mit einer Elo-Zahl von 2403 im Juni 2015 war er in der simbabwischen Rangliste zweiter hinter Robert Gwaze, der damals 2422 Punkte hatte.